# Tjalf Sparnaay

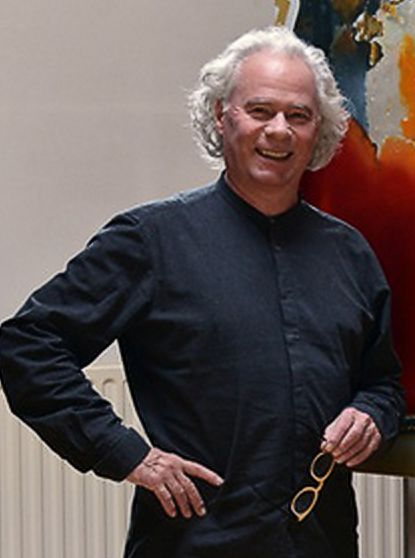
Tjalf Sparnaay in zijn atelier, uitsnede, 2014

Tjalf Sparnaay (Haarlem, 1954) is een Nederlands fotograaf en kunstschilder als autodidact. In 2015 organiseerde Museum De Fundatie in Zwolle een expositie van 50 van zijn Hyperrealistische schilderijen. Zelf spreekt Sparnaay van ''megarealisme''.

## Biografie
Sparnaay werd geboren in Haarlem, waar hij met zijn ouders woonde in de Delftlaan en in de Planetenlaan. Het gezin verhuisde in 1959 naar Rotterdam.
Sparnaay volgde in eerste instantie een opleiding voor sportleraar, maar leerde zichzelf schilderen en fotograferen vanaf ongeveer 1980. In de beginperiode als kunstenaar maakte hij ansichtkaarten om geld te verdienen.
Tjalf Sparnaay heeft onder meer in Drenthe gewoond, maar woonde en werkte in 2015 in Hilversum. Hij vindt zichzelf zowel kunstenaar als zakenman en zijn beste vriend heette Henk Gruda..

## Werk

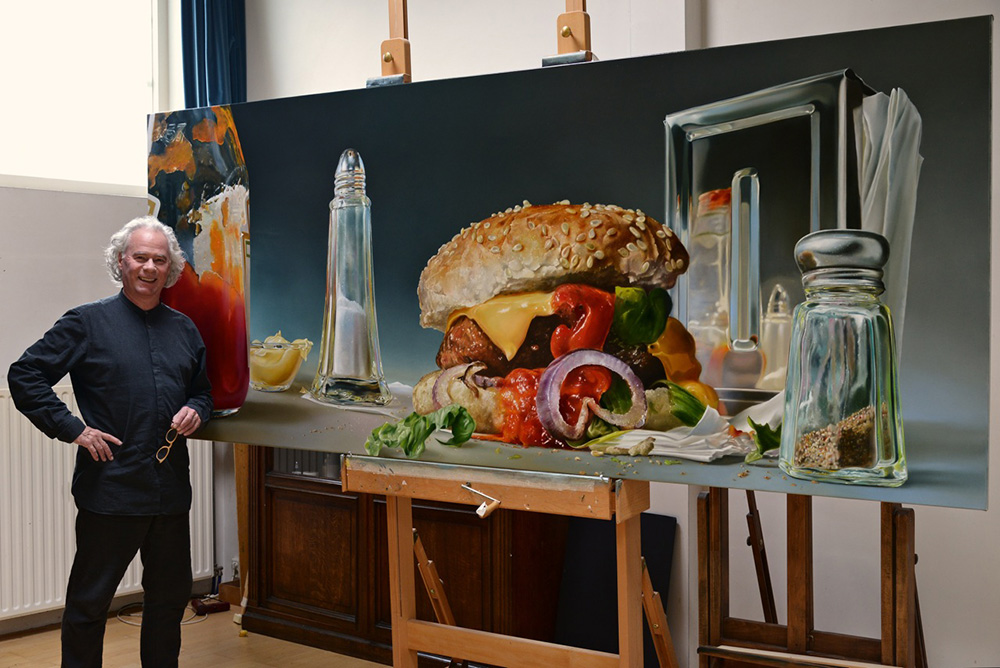
Sparnaay in zijn atelier met een van zijn mega-realistische schilderijen, hier van een cheeseburger (kaasburger) met tomaat, 2014.

Sparnaay heeft zich laten inspireren door de Nederlandse surrealistisch schilder Carel Willink. Zijn voorbeelden in de stijl van het foto-realisme zijn Ralph Goings, Charles Belland en Richard Estes.
De olieverfschilderijen van Sparnaay hebben alledaagse voorwerpen als onderwerp. Zo schilderde hij een ontbijt, een platgetrapt Coca-Cola blikje, een gebakken ei, een half opgegeten boterham, cheeseburgers en desserts, een zak friet met mayonaise, een rauwe haring met een vlaggetje, en een bos tulpen in cellofaan. Zijn schilderijen verwijzen naar de traditie van het stilleven uit de 17e eeuw, maar zijn opgeblazen tot mega-afmetingen, waarbij hij foto-realistische technieken gebruikt. Zijn grootste schilderij uit 2014 draagt de titel FoodScape en heeft afmetingen 120 × 300 cm.
Sparnaay haalt de alledaagse voorwerpen uit hun context en vergroot ze zover dat de kijker de kleinste details kan zien/ De schilderstijl van Sparnaay wordt megarealisme genoemd en kan worden gerekend tot het hyperrealisme. Museumdirecteur Cathelijne Broers noemt zijn werk vervreemdend door de grote afmetingen en de aandacht voor details.

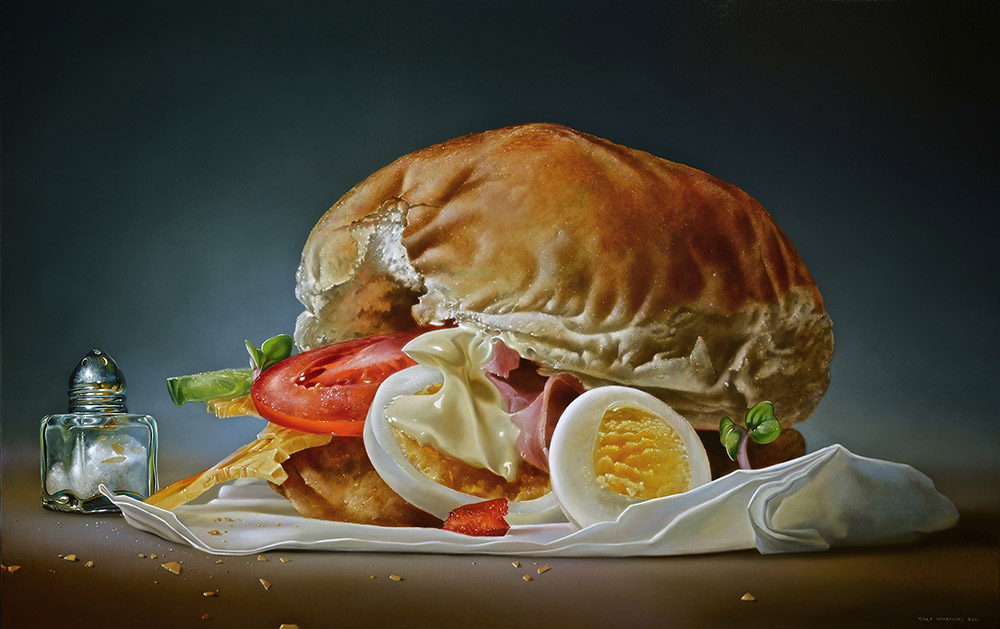
Tjalf Sparnaaij: Sandwich Ham-Egg, olieverf op doek, 95x150 cm, 2014. Broodje gezond: wit bolletje met ham, ei en tomaat met sla. Papieren servetje en zoutvaatje.

Daarnaast maakt Sparnaay sterk uitvergrote foto's met details van verlaten gebouwen of verlaten industriële architectuur. Dit werk exposeerde hij onder meer in 2020.
Sparnaay exposeerde zijn werk in Nederland, de Verenigde Staten en in Engeland. Zijn werk wordt getoond en verkocht door kunsthandelaren in drie landen, Bernarducci Meisel Gallery in New York, voorheen door PlusOne Gallery in London, en bij Mark Peet Visser Gallery in Nederland. In 2015 exposeerde hij bij Museum De Fundatie en in 2019 en in 2024 t/m 16-06-2024 in Museum Jan.
Eind 2020 kreeg hij de eretitel "Briljanten Kunstenaar van het jaar 2021". Eind 2024 werd hij verkozen tot Kunstenaar van het jaar 2025.